# Heinrich Theiß
Heinrich Theiß (* im 18. oder 19. Jahrhundert; † im 19. Jahrhundert) war ein deutscher Schultheiß und Mitglied der kurhessischen Ständeversammlung. 

## Leben
Als Obergrebe hatte Heinrich Theiß in Halsdorf im Landkreis Marburg-Biedenkopf die Funktion des Ortsvorstands (auch Schulheiß) inne. 
1833 erhielt er ein Mandat für die kurhessische Ständeversammlung, die nach den Unruhen im Jahre 1831 zum Zweck der Beratung und Verabschiedung einer Verfassung gebildet wurde und bis 1866 Bestand hatte, als das Land Hessen durch Preußen annektiert wurde.
Von 1852 bis 1854 war Theiß Mitglied der Zweiten Kammer der Ständeversammlung, gewählt für den Wahlbezirk Frankenberg-Land.